# Casaletto Lodigiano
Casaletto Lodigiano (Casalètt in dialetto lodigiano) è un comune italiano di 2 981 abitanti della provincia di Lodi in Lombardia.

## Storia
Appartenne ai Masserati e in seguito ai conti Lurani.
In età napoleonica (1809-16) Casaletto fu frazione di Salerano, recuperando l'autonomia con la costituzione del Regno Lombardo-Veneto.
Nel 1863 il comune di Casaletto assunse la nuova denominazione di «Casaletto Lodigiano», per distinguersi da altre località omonime.
Nel 1870 al comune di Casaletto Lodigiano vennero aggregati i comuni di Gugnano e Villarossa.
A partire dagli anni settanta del XX secolo il territorio ha conosciuto una forte espansione edilizia, particolarmente nella frazione di Mairano.

### Simboli
Lo stemma e il gonfalone sono stati concessi con DPR del 5 luglio 1952.
Stemma
Gonfalone

## Monumenti e luoghi d'interesse
Le chiese parrocchiali di Casaletto, Gugnano e Mairano sono le principali testimonianze artistiche del territorio.

## Società

### Evoluzione demografica
Abitanti censiti

### Etnie e minoranze straniere
Al 31 dicembre 2008 gli stranieri residenti nel comune di Casaletto Lodigiano in totale sono 135, pari al 5,36% della popolazione. Tra le nazionalità più rappresentate troviamo:
- Romania, 25

## Geografia antropica
Secondo lo statuto comunale, il territorio comunale comprende, oltre al capoluogo, le frazioni di Gugnano e Mairano, e gli agglomerati, cascine e case sparse di Beccalzù, Bernareggia, Guado, Guardarotta, Livelli, Molino del Guado, Moncucca, Orsolina, Porticone, Stazione, Torre, Villaggio De Gasperi e Villarossa.
Secondo l'ISTAT, il territorio comunale comprende il centro abitato di Casaletto Lodigiano, le frazioni di Gugnano e Mairano, e le località di Beccalzù, Guado, Moncucca, Stazione e Cascina Villarossa.

## Economia
L'economia locale si basa principalmente sull'agricoltura, che conta un buon numero di aziende, con produzione di mais, grano e foraggi e l'allevamento di numerosi capi di bovini da latte.

Anche gli altri settori, tuttavia, sono presenti: artigianato, commercio e anche industria, con piccole imprese nei settori estrattivo e manifatturiero.

Ciò nonostante, la forza lavoro non è tutta occupata nel territorio comunale, dando luogo al fenomeno del pendolarismo.

## Amministrazione
Segue un elenco delle amministrazioni locali.
| Periodo | Periodo   | Primo cittadino       | Partito                      | Carica  | Note |
| ------- | --------- | --------------------- | ---------------------------- | ------- | ---- |
| 1945    | 1946      | Vincenzo Cabrini      |                              | Sindaco |      |
| 1946    | 1951      | Mario Sangermani      |                              | Sindaco |      |
| 1951    | 1960      | Virgilio Guaitamacchi |                              | Sindaco |      |
| 1960    | 1975      | Pietro Borloni        |                              | Sindaco |      |
| 1975    | 1980      | Florindo Cassinari    |                              | Sindaco |      |
| 1980    | 1990      | Costantino Rota       |                              | Sindaco |      |
| 1990    | 1995      | Roberto Magnani       |                              | Sindaco |      |
| 1995    | 2004      | Luigi Omini           |                              | Sindaco |      |
| 2004    | 2009      | Giorgio Marazzina     | lista civica                 | Sindaco |      |
| 2009    | 2014      | Giorgio Marazzina     | lista civica                 | Sindaco |      |
| 2014    | 2019      | Giorgio Marazzina     | lista civica                 | Sindaco |      |
| 2019    | 2024      | Nathalie Sitzia       | lista civica Unione è futuro | Sindaco |      |
| 2024    | in carica | Nathalie Sitzia       | lista civica Unione è futuro | Sindaco |      |

## Infrastrutture e trasporti
Fra il 1881 e il 1931 la località Mairano ospitò una fermata della tranvia Melegnano-Sant'Angelo Lodigiano.

## Galleria d'immagini

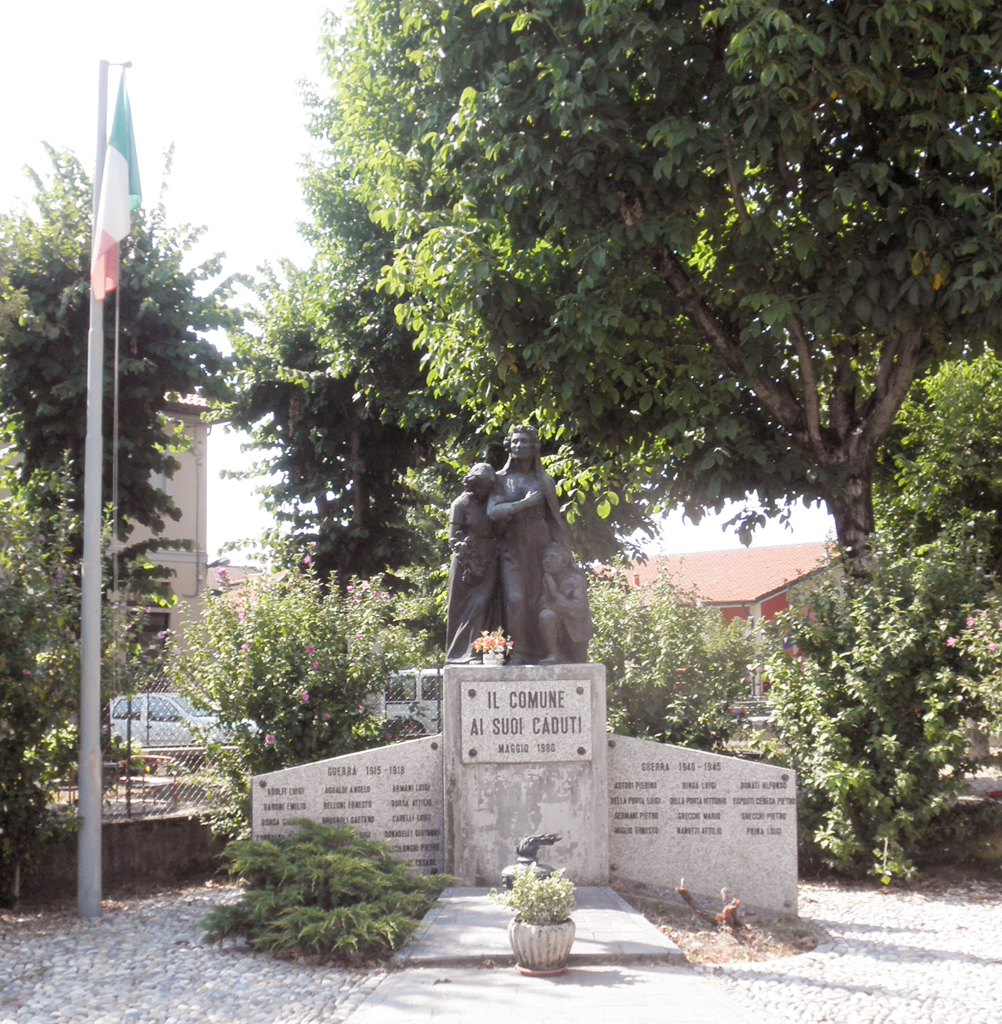
Monumento dei caduti
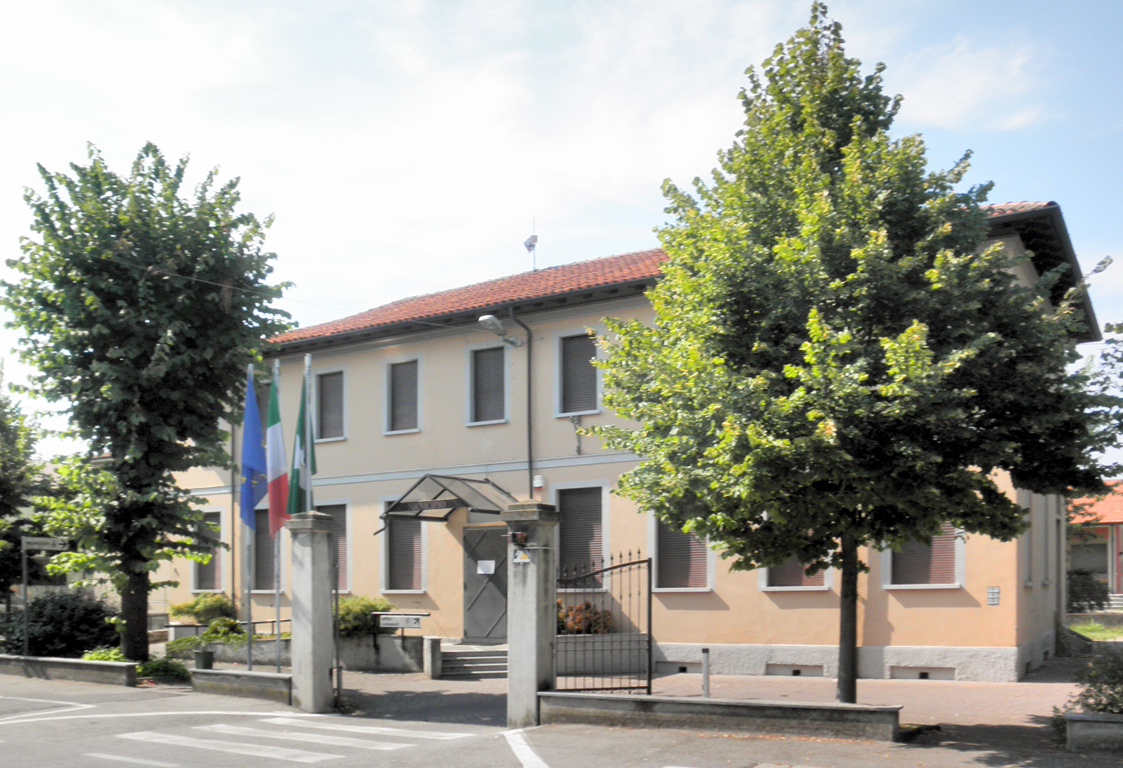
Municipio
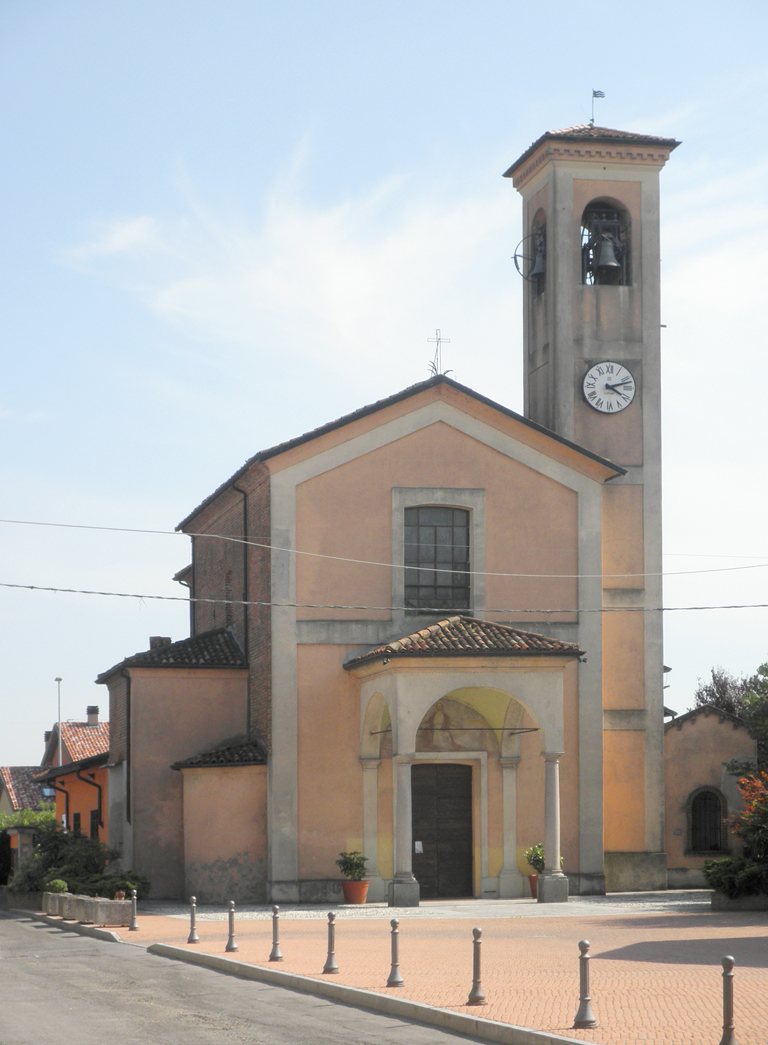
Chiesa di Casaletto